# Taifa Albarracín
De taifa Albarracín was een emiraat (taifa) in de regio Aragón in centraal oost Spanje. De stad Albarracín was de hoofdplaats van de taifa en genoemd naar de regerende Berber familie Banu Razín van de Hawwara stam.
De taifa kende een periode van 1012 tot 1104. In april 1104 veroverde Abu Mohammed ibn Fatima, de eerste gouverneur van Valencia, de taifa namens de Almoraviden uit Marokko.

## Lijst van emirs
Banu Razín
- Hudayl Djalaf Izz ad-Dawla ibn Razín: 1012-1045
- Abu Marwan Abd al-Malik ibn Razín: 1045-1103
- Yahya Husam ad-Dawla: 1103-1104
- Aan Almoraviden uit Marokko: 1104-1145
- Aan taifa Valencia: 1145-1147
- Aan taifa Murcia: 1147-1172
- Aan Almohaden uit Marokko: 1172-1229
- Aan taifa Valencia: 1229-1238
- Aan koninkrijk Castilië: 1238